# Prix Leslie-Fox
Le prix Leslie-Fox (Leslie Fox Prize for Numerical Analysis) est une récompense mathématique décernée par l'Institute of Mathematics and its Applications (IMA) depuis 1985 en l'honneur du mathématicien Leslie Fox (1918-1992).
Le prix récompense de jeunes analystes numériques dans le monde entier (toute personne ayant moins de 31 ans) et des articles proposés à la publication. Un comité sélectionne les articles, invite une liste de candidats à donner une conférence lors du Leslie Fox Prize meeting, puis décerne le Premier Prix et le Second Prix en se basant sur « mathematical and algorithmic brilliance in tandem with presentational skills ».

## Lauréats
Source : Institute of Mathematics
- 1985 - Lloyd N. Trefethen
- 1986 - James Demmel et N. I. M. Gould [2]
- 1988 - Nicholas J. Higham[2]
- 1989 - 3 premiers prix : Martin Buhmann ("Multivariable cardinal interpolation with radial basis functions"), Bart De Moor ("The restrictricted singular value decomposition: properties and applications"), Andrew M. Stuart ("Linear instability implies spurious periodic solutions")[3]
- 1991 - Christopher Budd (en) et J. F. B. M. Kraaijevanger[2]
- 1993 - Yuying Li (en)[2],[4]
- 1995 - Adrian Hill[2],[5]
- 1997 - Wim Sweldens (en), "The Lifting Scheme: A Construction of Second Generation Wavelets" (1997)[6]
- 1999 - Niles Pierce (en) et Reha Tütüncü[2]
- 2001 - Anna-Karin Tornberg[2]
- 2003 - Jared Tanner[2]
- 2005 - Roland Opfer (en) et Paul Tupper[1]
- 2007 - Yoichiro Mori et Ioana Dumitriu [2]
- 2009 - Brian Sutton [7],[8]
- 2011 - Yuji Nakatsukasa [9]
- 2013 - Michael Neilan [10]
- 2015 - Iain Smears et Alex Townsend [11]
- 2017 - Nicole Spillane [12]
- 2019 - Yunan Yang
- 2021 - Lindon Roberts
- 2023 - Alice Cortinovis et Melanie Weber